# Dyskografia Lorde
Dyskografia Lorde – nowozelandzkiej piosenkarki składa się z czterech albumów studyjnych, czterech minialbumów, szesnastu singli oraz szesnastu teledysków. Mając 13 lat podpisała kontrakt z wytwórnią muzyczną Universal Music Group i zaczęła pisać swoje własne utwory. W listopadzie 2012 roku, mając 16 lat Lorde samopublikowała minialbum, zatytułowany The Love Club EP do pobrania za darmo poprzez serwis SoundCloud. Wydawnictwo zostało wydane 8 marca 2013 roku do sprzedaży przez wytwórnię Universal Music Group oraz uzyskało status platynowej płyty w Nowej Zelandii oraz dziewięciokrotnie platynowej płyty w Australii. Pierwszym singlem z debiutanckiego minialbumu został utwór „Royals”, który dotarł do pierwszego miejsca list przebojów w Belgii, Irlandii, Kanadzie, Nowej Zelandii, Stanach Zjednoczonych, Wielkiej Brytanii oraz we Włoszech. Dzięki temu Lorde stała się pierwszym nowozelandzkim solowym wykonawcą, którego utwór uplasował się na szczycie notowania Hot 100.
We wrześniu 2013 roku został wydany debiutancki album studyjny piosenkarki, zatytułowany Pure Heroine, na którym znalazł się singel „Royals”. Wydawnictwo uzyskało status pięciokrotnej platynowej płyty w Nowej Zelandii, czterokrotnej platynowej płyty w Australii, potrójnej platynowej płyty w Stanach Zjednoczonych, podwójnej platynowej płyty w Kanadzie, platynowej w Austrii, Brazylii, Kolumbii, Norwegii i w Wielkiej Brytanii oraz złotej płyty w Argentynie, Danii, we Francji, Niemczech, Malezji, Meksyku, Polsce i w Szwecji. Drugim singlem z płyty został utwór „Tennis Court”, który zadebiutował na pierwszym miejscu na liście przebojów w Nowej Zelandii. Trzecim singlem został utwór „Team”, który uplasował się w pierwszej dziesiątce list przebojów w Austrii, Kanadzie, Nowej Zelandii oraz w Stanach Zjednoczonych. Następnym singlem z płyty był „Glory and Gore”. 29 września 2014 roku wydany został utwór „Yellow Flicker Beat” jako pierwszy singel pochodzący ze ścieżki dźwiękowej, zatytułowanej The Hunger Games: Mockingjay, Part 1 – Original Motion Picture Soundtrack do filmu Igrzyska śmierci: Kosogłos. Część 1. Do stycznia 2014 roku, zostało sprzedanych 6,8 miliona utworów Lorde w Stanach Zjednoczonych, natomiast do listopada 2014 roku na świecie sprzedano 17 milionów egzemplarzy utworów piosenkarki.

## Albumy studyjne
| Rok                                                         | Dane dot. albumu | Najwyższe pozycje na listach | Najwyższe pozycje na listach | Najwyższe pozycje na listach | Najwyższe pozycje na listach | Najwyższe pozycje na listach | Najwyższe pozycje na listach | Najwyższe pozycje na listach | Najwyższe pozycje na listach | Najwyższe pozycje na listach | Najwyższe pozycje na listach | Najwyższe pozycje na listach | Najwyższe pozycje na listach | Najwyższe pozycje na listach | Najwyższe pozycje na listach | Najwyższe pozycje na listach | Najwyższe pozycje na listach | Najwyższe pozycje na listach | Najwyższe pozycje na listach | Najwyższe pozycje na listach | Najwyższe pozycje na listach | Certyfikat | Sprzedaż |
| Rok                                                         | Dane dot. albumu | NZL                          | AUS                          | AUT                          | BEL (FLA)                    | BEL (WAL)                    | CAN                          | DEN                          | ESP                          | FIN                          | FRA                          | GER                          | IRL                          | ITA                          | NLD                          | NOR                          | POR                          | SWE                          | SWI                          | UK                           | USA                          | Certyfikat | Sprzedaż |
| ----------------------------------------------------------- | --- | ---------------------------- | ---------------------------- | ---------------------------- | ---------------------------- | ---------------------------- | ---------------------------- | ---------------------------- | ---------------------------- | ---------------------------- | ---------------------------- | ---------------------------- | ---------------------------- | ---------------------------- | ---------------------------- | ---------------------------- | ---------------------------- | ---------------------------- | ---------------------------- | ---------------------------- | ---------------------------- | --- | --- |
| 2013                                                        | Pure Heroine - Wydany: 27 września 2013 - Wytwórnia: Universal Music Group, Virgin EMI, Republic Records - Format: CD, digital download, winyl | 1                            | 1                            | 14                           | 17                           | 16                           | 2                            | 12                           | 58                           | 17                           | 20                           | 13                           | 4                            | 26                           | 14                           | 2                            | 13                           | 6                            | 8                            | 4                            | 3                            | - NZL: 5× platyna - AUS: 4× platyna - AUT: platyna - CAN: 2× platyna - FRA: złoto - GER: złoto - POL: złoto - SWE: złoto - UK: platyna - USA: 3× platyna | - Świat: 4 000 000+ - NZL: 75 000+ - AUS: 140 000+ - CAN: 160 000+ - FRA: 90 000+ - GER: 100 000+ - POL: 10 000+ - SWE: 20 000+ - USA: 1 700 000+ |
| 2017                                                        | Melodrama - Wydany: 16 czerwca 2017 - Wytwórnia: Universal Music Group, Virgin EMI, Republic Records - Format: CD, digital download, winyl     | 1                            | 1                            | 8                            | 12                           | 12                           | 1                            | 6                            | 9                            | 15                           | 29                           | 11                           | 3                            | 8                            | 6                            | 4                            | 10                           | 10                           | 7                            | 5                            | 1                            | - NZL: 2× platyna - AUS: złoto - UK: złoto - CAN: platyna - USA: złoto - POL: złoto                                                                      | - NZL: 30 000+ - POL: 10 000+ |
| 2021                                                        | Solar Power - Wydany: 20 sierpnia 2021 - Wytwórnia: Universal Music Group, Virgin EMI, Republic Records - Format:                              | 1                            | 1                            | 4                            | –                            | –                            | 6                            | 10                           | 6                            | –                            | 16                           | 4                            | 4                            | 30                           | 99                           | 12                           | 3                            | 18                           | 95                           | 2                            | 5                            | - NZL: złoto - UK: srebro | |
| 2025                                                        | Virgin - Wydany: 27 czerwca 2025 - Wytwórnia: Universal Music Group - Format: CD, digital download, LP, streaming                              | 1                            | 1                            | –                            | –                            | –                            | –                            | –                            | –                            | –                            | –                            | 3                            | -                            | 36                           | –                            | –                            | –                            | 14                           | –                            | 1                            | 2                            | | |
| „–” oznacza, że minialbum nie był notowany na danej liście. | |                              |                              |                              |                              |                              |                              |                              |                              |                              |                              |                              |                              |                              |                              |                              |                              |                              |                              |                              |                              | | |

## Minialbumy
| Rok                                                         | Dane dot. albumu | Najwyższe pozycje na listach | Najwyższe pozycje na listach | Najwyższe pozycje na listach | Najwyższe pozycje na listach | Certyfikat                       | Sprzedaż                                      |
| Rok                                                         | Dane dot. albumu | NZL                          | AUS                          | CAN                          | USA                          | Certyfikat                       | Sprzedaż                                      |
| ----------------------------------------------------------- | --- | ---------------------------- | ---------------------------- | ---------------------------- | ---------------------------- | -------------------------------- | --------------------------------------------- |
| 2013                                                        | The Love Club EP - Wydany: 8 marca 2013 - Wytwórnia: Universal Music Group - Format: CD, digital download, płyta winylowa          | 2                            | 2                            | 22                           | 23                           | - NZL: platyna - AUS: 9× platyna | - NZL: 15 000+ - AUS: 630 000+ - USA: 60 000+ |
| 2013                                                        | Tennis Court EP - Wydany: 7 czerwca 2013 - Wytwórnia: Universal Music Group, Virgin EMI - Format: digital download, płyta winylowa | –                            | –                            | –                            | –                            |                                  |                                               |
| 2013                                                        | Live in Concert - Wydany: 1 listopada 2013 - Wytwórnia: Universal Music Group - Format: streamed audio                             | –                            | –                            | –                            | –                            |                                  |                                               |
| 2021                                                        | Te Ao Mārama - Wydany: 9 września 2021 - Wytwórnia: Universal Music Group - Format: digital download, streamed audio               | 4                            | –                            | –                            | –                            |                                  |                                               |
| „–” oznacza, że minialbum nie był notowany na danej liście. | |                              |                              |                              |                              |                                  |                                               |

## Single
| Rok                                                      | Tytuł                                            | Najwyższe pozycje na listach | Najwyższe pozycje na listach | Najwyższe pozycje na listach | Najwyższe pozycje na listach | Najwyższe pozycje na listach | Najwyższe pozycje na listach | Najwyższe pozycje na listach | Najwyższe pozycje na listach | Najwyższe pozycje na listach | Najwyższe pozycje na listach | Najwyższe pozycje na listach | Najwyższe pozycje na listach | Najwyższe pozycje na listach | Najwyższe pozycje na listach | Najwyższe pozycje na listach | Najwyższe pozycje na listach | Najwyższe pozycje na listach | Najwyższe pozycje na listach | Najwyższe pozycje na listach | Certyfikat | Sprzedaż | Album                                                                      |
| Rok                                                      | Tytuł                                            | NZL                          | AUS                          | AUT                          | BEL (FLA)                    | BEL (WAL)                    | CAN                          | DEN                          | ESP                          | FIN                          | FRA                          | GER                          | IRL                          | ITA                          | NLD                          | NOR                          | SWE                          | SWI                          | UK                           | USA                          | Certyfikat | Sprzedaż | Album                                                                      |
| -------------------------------------------------------- | ------------------------------------------------ | ---------------------------- | ---------------------------- | ---------------------------- | ---------------------------- | ---------------------------- | ---------------------------- | ---------------------------- | ---------------------------- | ---------------------------- | ---------------------------- | ---------------------------- | ---------------------------- | ---------------------------- | ---------------------------- | ---------------------------- | ---------------------------- | ---------------------------- | ---------------------------- | ---------------------------- | --- | --- | -------------------------------------------------------------------------- |
| 2013                                                     | „Royals”                                         | 1                            | –                            | 2                            | 1                            | 1                            | 1                            | 3                            | 11                           | 8                            | 7                            | 8                            | 1                            | 1                            | 4                            | 3                            | 4                            | 3                            | 1                            | 1                            | - NZL: 6× platyna - BEL: złoto - CAN: 7× platyna - DEN: złoto - GER: złoto - ITA: 2× platyna - SWE: 4× platyna - SWI: złoto - UK: platyna - USA: diament | - Świat: 10 000 000+ - NZL: 90 000+ - CAN: 560 000+ - GER: 150 000+ - SWE: 160 000+ - SWI: 15 000+ - USA: 5 467 000+ | The Love Club EP i Pure Heroine                                            |
| 2013                                                     | „Tennis Court”                                   | 1                            | 20                           | –                            | –                            | –                            | 73                           | –                            | –                            | –                            | 193                          | 83                           | –                            | –                            | –                            | –                            | –                            | –                            | 78                           | 71                           | - NZL: 3× platyna - AUS: 2× platyna - CAN: złoto | - NZL: 45 000+ - AUS: 140 000+ - CAN: 40 000+ - USA: 355 000+                                                        | Pure Heroine                                                               |
| 2013                                                     | „Team”                                           | 3                            | 19                           | 10                           | –                            | 24                           | 3                            | 20                           | 47                           | –                            | 24                           | 20                           | 32                           | 19                           | 36                           | –                            | 39                           | 14                           | 29                           | 6                            | - NZL: 2× platyna - AUS: 2× platyna - CAN: 3× platyna - GER: złoto - ITA: platyna - SWE: platyna - UK: srebro - USA: 4× platyna                          | - NZL: 30 000+ - AUS: 140 000+ - CAN: 240 000+ - GER: 150 000+ - SWE: 40 000+ - USA: 2 000 000+                      | Pure Heroine                                                               |
| 2014                                                     | „Glory and Gore”                                 | –                            | 100                          | –                            | –                            | –                            | –                            | –                            | –                            | –                            | –                            | –                            | –                            | –                            | –                            | –                            | –                            | –                            | –                            | 68                           | | - USA: 307 000+ | Pure Heroine                                                               |
| 2014                                                     | „Yellow Flicker Beat”                            | 4                            | 25                           | 35                           | 39                           | 29                           | 21                           | –                            | –                            | –                            | 93                           | 40                           | 83                           | –                            | –                            | –                            | –                            | 33                           | 71                           | 34                           | - NZL: platyna - AUS: złoto | - NZL: 15 000+ - AUS: 35 000+                                                                                        | The Hunger Games: Mockingjay – Part 1 (Original Motion Picture Soundtrack) |
| 2017                                                     | „Green Light”                                    | 1                            | 4                            | 19                           | 19                           | 39                           | 9                            | –                            | 13                           | –                            | 24                           | 33                           | 17                           | 29                           | 61                           | –                            | 58                           | 19                           | 20                           | 19                           | - NZL: 2× platyna - AUS: 4× platyna - ITA: złoto - UK: srebro                                                                                            | - NZL: 15 000+ - AUS: 70 000+                                                                                        | Melodrama                                                                  |
| 2017                                                     | „Perfect Places”                                 | 11                           | 44                           | –                            | –                            | –                            | 76                           | –                            | –                            | –                            | –                            | –                            | –                            | –                            | –                            | –                            | –                            | –                            | 95                           | –                            | - NZL: złoto - AUS: platyna - CAN: złoto | | Melodrama                                                                  |
| 2017                                                     | „Homemade Dynamite” (z Khalid, SZA, Post Malone) | 20                           | 23                           | –                            | –                            | –                            | 54                           | –                            | –                            | –                            | –                            | –                            | 61                           | –                            | 92                           | –                            | 84                           | –                            | 82                           | 92                           | - NZL: platyna - AUS: 2× platyna - CAN: platyna | | Melodrama                                                                  |
| 2021                                                     | "Solar Power"                                    |                              |                              |                              |                              |                              |                              |                              |                              |                              |                              |                              |                              |                              |                              |                              |                              |                              |                              |                              | | | Solar Power                                                                |
| 2021                                                     | "Stoned At Nail Salon"                           |                              |                              |                              |                              |                              |                              |                              |                              |                              |                              |                              |                              |                              |                              |                              |                              |                              |                              |                              | | | Solar Power                                                                |
| 2021                                                     | "Mood Ring"                                      |                              |                              |                              |                              |                              |                              |                              |                              |                              |                              |                              |                              |                              |                              |                              |                              |                              |                              |                              | | | Solar Power                                                                |
| 2021                                                     | "Fallen Fruit"                                   |                              |                              |                              |                              |                              |                              |                              |                              |                              |                              |                              |                              |                              |                              |                              |                              |                              |                              |                              | | | Solar Power                                                                |
| 2025                                                     | "What Was That"                                  |                              |                              |                              |                              |                              |                              |                              |                              |                              |                              |                              |                              |                              |                              |                              |                              |                              |                              |                              | | | Virgin                                                                     |
| 2025                                                     | "Man Of The Year"                                |                              |                              |                              |                              |                              |                              |                              |                              |                              |                              |                              |                              |                              |                              |                              |                              |                              |                              |                              | | | Virgin                                                                     |
| 2025                                                     | "Hammer"                                         |                              |                              |                              |                              |                              |                              |                              |                              |                              |                              |                              |                              |                              |                              |                              |                              |                              |                              |                              | | | Virgin                                                                     |
| „–” oznacza, że singel nie był notowany na danej liście. |                                                  |                              |                              |                              |                              |                              |                              |                              |                              |                              |                              |                              |                              |                              |                              |                              |                              |                              |                              |                              | | |                                                                            |

### Z gościnnym udziałem
| Rok  | Tytuł                  | Najwyższe pozycje na listach | Najwyższe pozycje na listach | Najwyższe pozycje na listach | Najwyższe pozycje na listach | Najwyższe pozycje na listach | Najwyższe pozycje na listach | Najwyższe pozycje na listach | Certyfikat                                    | Sprzedaż                                     | Album   |
| Rok  | Tytuł                  | NZL                          | AUS                          | BEL (FLA)                    | BEL (WAL)                    | FRA                          | IRL                          | UK                           | Certyfikat                                    | Sprzedaż                                     | Album   |
| ---- | ---------------------- | ---------------------------- | ---------------------------- | ---------------------------- | ---------------------------- | ---------------------------- | ---------------------------- | ---------------------------- | --------------------------------------------- | -------------------------------------------- | ------- |
| 2015 | „Magnets” (Disclosure) | 2                            | 14                           | –                            | –                            | 87                           | 64                           | 71                           | - NZL: 2× platyna - AUS: platyna - UK: srebro | - NZL: 15 000+ - AUS: 70 000+ - UK: 200 000+ | Caracal |

### Single promocyjne
| Rok                                                      | Tytuł                         | Najwyższe pozycje na listach | Najwyższe pozycje na listach | Najwyższe pozycje na listach | Certyfikat                               | Album                                                                      |
| Rok                                                      | Tytuł                         | NZL                          | CAN                          | USA Rock                     | Certyfikat                               | Album                                                                      |
| -------------------------------------------------------- | ----------------------------- | ---------------------------- | ---------------------------- | ---------------------------- | ---------------------------------------- | -------------------------------------------------------------------------- |
| 2013                                                     | „Bravado”                     | –                            | –                            | 29                           |                                          | The Love Club EP                                                           |
| 2013                                                     | „Buzzcut Season”              | –                            | –                            | 29                           |                                          | Pure Heroine                                                               |
| 2013                                                     | „Ribs”                        | 29                           | –                            | 26                           |                                          | Pure Heroine                                                               |
| 2013                                                     | „No Better”                   | –                            | –                            | –                            |                                          | Pure Heroine                                                               |
| 2014                                                     | „Flicker (Kanye West Rework)” | –                            | –                            | –                            |                                          | The Hunger Games: Mockingjay – Part 1 (Original Motion Picture Soundtrack) |
| 2017                                                     | „Liability”                   | 8                            | 62                           | –                            | - AUS: platyna - NZL: złoto - CAN: złoto | Melodrama                                                                  |
| 2017                                                     | „Sober”                       | 18                           | 84                           | –                            |                                          | Melodrama                                                                  |
| „–” oznacza, że singel nie był notowany na danej liście. |                               |                              |                              |                              |                                          |                                                                            |

## Pozostałe utwory

### Z gościnnym udziałem
| Rok  | Tytuł                   | Album            | Uwagi                                          |
| ---- | ----------------------- | ---------------- | ---------------------------------------------- |
| 2012 | „Piece of Mind”         | Characters       | Gościnny występ w utworze grupy Piece of Mind. |
| 2014 | „Easy (Switch Screens)” | Alternate Worlds | Gościnny występ w utworze Son Lux.             |

### Notowane na listach
| Rok                                                     | Tytuł                                           | Najwyższe pozycje na listach | Najwyższe pozycje na listach | Najwyższe pozycje na listach | Najwyższe pozycje na listach | Najwyższe pozycje na listach | Certyfikat   | Sprzedaż      | Album                                                                      |
| Rok                                                     | Tytuł                                           | NZL                          | AUS                          | FRA                          | UK                           | USA Rock                     | Certyfikat   | Sprzedaż      | Album                                                                      |
| ------------------------------------------------------- | ----------------------------------------------- | ---------------------------- | ---------------------------- | ---------------------------- | ---------------------------- | ---------------------------- | ------------ | ------------- | -------------------------------------------------------------------------- |
| 2013                                                    | „Million Dollar Bills”                          | –                            | –                            | –                            | –                            | 29                           |              |               | The Love Club EP                                                           |
| 2013                                                    | „The Love Club”                                 | 17                           | –                            | –                            | –                            | 18                           | - NZL: złoto | - NZL: 7 500+ | The Love Club EP                                                           |
| 2013                                                    | „Swingin Party”                                 | 10                           | –                            | –                            | –                            | –                            |              |               | The Love Club EP                                                           |
| 2013                                                    | „400 Lux”                                       | –                            | –                            | –                            | –                            | 20                           |              |               | Pure Heroine                                                               |
| 2013                                                    | „Still Sane”                                    | –                            | –                            | –                            | –                            | 45                           |              |               | Pure Heroine                                                               |
| 2013                                                    | „White Teeth Teens”                             | –                            | –                            | –                            | –                            | 33                           |              |               | Pure Heroine                                                               |
| 2013                                                    | „A World Alone”                                 | –                            | –                            | –                            | –                            | 38                           |              |               | Pure Heroine                                                               |
| 2013                                                    | „Everybody Wants to Rule the World”             | 14                           | 53                           | 93                           | 65                           | 27                           |              |               | The Hunger Games: Catching Fire – Original Motion Picture Soundtrack       |
| 2014                                                    | „Meltdown” (Stromae oraz Pusha T, Q-Tip & Haim) | –                            |                              |                              |                              |                              |              |               | The Hunger Games: Mockingjay – Part 1 (Original Motion Picture Soundtrack) |
| 2014                                                    | „Ladder Song”                                   | –                            | –                            | –                            | –                            | 43                           |              |               | The Hunger Games: Mockingjay – Part 1 (Original Motion Picture Soundtrack) |
| 2017                                                    | „Homemade Dynamite”                             | 13                           | –                            | –                            | –                            | –                            |              |               | Melodrama                                                                  |
| „–” oznacza, że utwór nie był notowany na danej liście. |                                                 |                              |                              |                              |                              |                              |              |               |                                                                            |

## Teledyski

### Jako główna artystka
| Rok  | Tytuł                 | Reżyser         |
| ---- | --------------------- | --------------- |
| 2013 | „Royals”              | Joel Kefali     |
| 2013 | „Tennis Court”        | Joel Kefali     |
| 2013 | „Team”                | Young Replicant |
| 2014 | „Yellow Flicker Beat” | Emily Kai Bock  |
| 2017 | „Green Light”         | Grant Singer    |

### Z gościnnym udziałem
| Rok  | Tytuł     | Artysta    | Reżyser      |
| ---- | --------- | ---------- | ------------ |
| 2015 | „Magnets” | Disclosure | Guy Lawrence |